# Zachodnioukraiński Uniwersytet Ekonomii i Prawa
Zachodnioukraiński Uniwersytet Ekonomii i Prawa (ukr. Західноукраїнський економіко-правничий університет, ЗУЕПУ) – ukraińska prywatna ekonomiczna i prawnicza szkoła wyższa w Iwano-Frankiwsku. Kształcenie prowadzone jest w wielu specjalnościach na 2 fakultetach. Uczelnia została założona w 1991 roku jako Ukraiński Wolny Instytut Zarządzania i Biznesu w Czerniowcach (UWIMB). W 1995 roku zmienił nazwę na Instytut Ekonomii i Prawa w Czerniowcach (EPICh). W roku 2003 Instytut został przekształcony w Zachodnioukraiński Uniwersytet Ekonomii i Prawa z siedzibą w Iwano-Frankiwsku, gdzie wcześniej od 1992 funkcjonował Wydział Prawa i Ekonomii Przedsiębiorczości.

## Struktura
Wydziały (ukr. - Факультети):
- Wydział Prawa;
- Wydział Ekonomii;